# Lőrinc Szabó

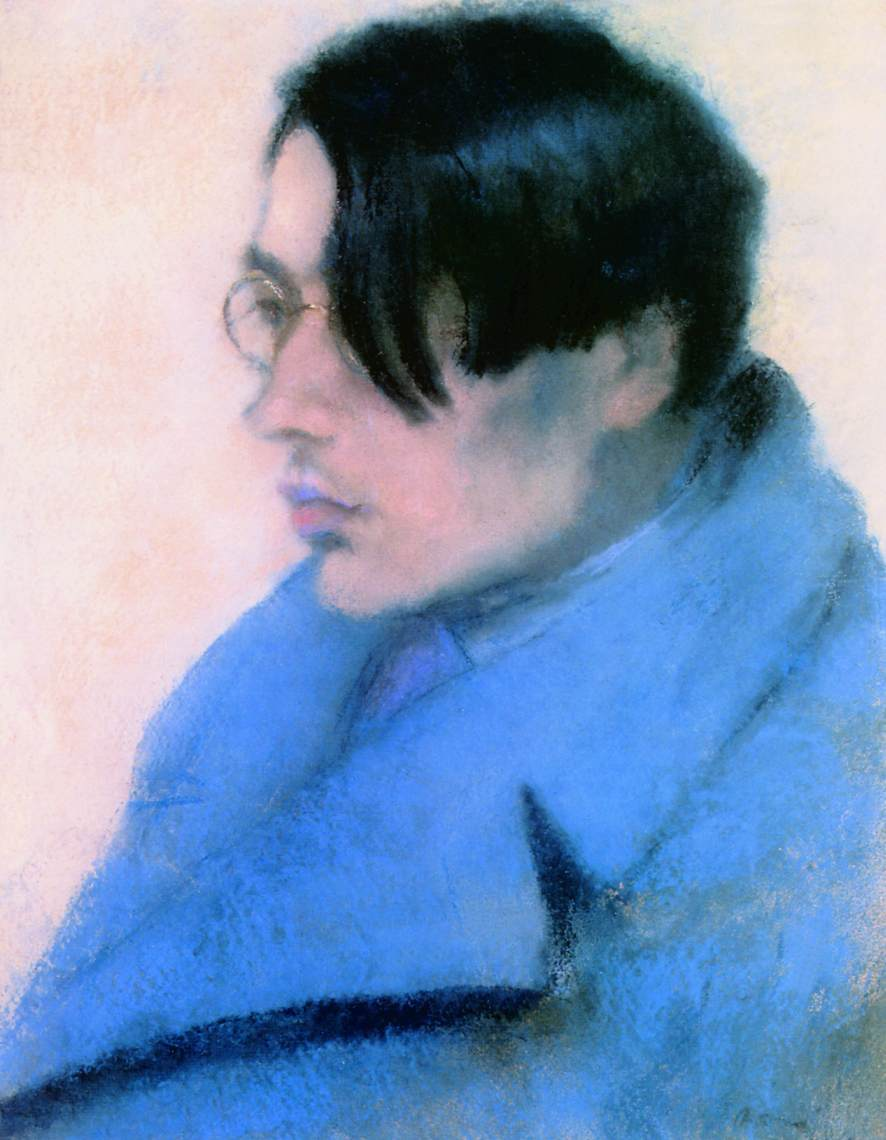
Lőrinc Szabó (1923)

Lőrinc Szabó de Gáborján (węg.: gáborjáni Szabó Lőrinc, ur. 31 marca 1900 w Miszkolcu; zm. 3 października 1957 w Budapeszcie) – węgierski poeta i tłumacz literatury.

## Życiorys
Urodził się jako syn kierowcy, Lőrinca Szabó sr. i jego żony Ilony Panyiczky. Gdy Lőrinc jr. miał 3 lata, cała rodzina przeniosła się do Balassagyarmatu. Tam, a potem w Debreczynie młody Szabó chodził do szkoły, po czym rozpoczął studia w Budapeszcie, gdzie poznał Mihálya Babitsa. W 1921 przerwał studia i rozpoczął pracę w czasopiśmie Az Est. W tym samym roku ożenił się z Klárą Mikes, córką Lajosa Mikesa. W Az Est pracował do 1944 r., w międzyczasie (1927–1928) założył czasopismo Pandora i był jego redaktorem.
Pierwsze opublikowane wiersze Szabó ukazały się w 1920 w czasopiśmie Nyugat, a jego pierwszy zbiór wierszy pt.: Föld, erdő, Isten („Ziemia, Las, Bóg”) został wydany w 1922, odnosząc ogromny sukces. W latach 1932, 1937 i 1943 otrzymał Nagrodę Baumgartnera. Jako tłumacz przetłumaczył liczne dzieła Shakespeare’a.
Był żołnierzem w czasie II wojny światowej. Na kongresie literackim w Lillafüred głosił piękno poezji wojennej i spotkał się z Gyulą Gömbösem. Po wojnie publikował już tylko tłumaczenia, gdyż uznano go za prawicowca. Krótko przed śmiercią w 1957 r. otrzymał mimo tego, w uznaniu zasług, nagrodę Kossutha. Zmarł 3 października 1957 w Budapeszcie na zawał serca.